# Finland i olympiska vinterspelen 2010
Finland deltog i de olympiska vinterspelen 2010. 

## Medaljer

### Silver
- Snowboard
  - Halfpipe herrar: Peetu Piiroinen

### Brons
- Ishockey
  - Damer
  - Herrar

- Längdskidåkning
  - Damer 30 km: Aino-Kaisa Saarinen
  - Damer 4x5 km stafett: Pirjo Muranen, Virpi Kuitunen, Riitta-Liisa Roponen och Aino-Kaisa Saarinen

## Ishockey
Både Finlands herr- och damlandslag i ishockey har kvalificerat sig till spelen.

### Damer
Gruppspelsmatcher
| 14 februari 2010 16:30 | Finland | 16:30 | Ryssland | UBC Winter Sports Centre, Vancouver |

| 16 februari 2010 19:00 | Finland | 19:00 | Kina | UBC Winter Sports Centre, Vancouver |

| 18 februari 2010 14:30 | USA | 14:30 | Finland | UBC Winter Sports Centre, Vancouver |

### Herrar[1]
Presenterades: 30 december 2009
Förbundskapten: Jukka Jalonen
| Position | Namn              | Längd | Vikt | Födelsedag        | Födelseort        | Klubblag (2009–10)  |
| -------- | ----------------- | ----- | ---- | ----------------- | ----------------- | ------------------- |
| G        | Niklas Bäckström  | 185   | 89   | 13 februari 1978  | Helsingfors       | Minnesota Wild      |
| G        | Miikka Kiprusoff  | 188   | 85   | 26 oktober 1976   | Åbo               | Calgary Flames      |
| G        | Antero Niittymäki | 185   | 84   | 18 juni 1980      | Åbo               | Tampa Bay Lightning |
| D        | Lasse Kukkonen    | 183   | 85   | 18 september 1981 | Uleåborg          | Avangard Omsk       |
| D        | Sami Lepistö      | 183   | 80   | 17 oktober 1984   | Esbo              | Arizona Coyotes     |
| D        | Toni Lydman       | 185   | 92   | 25 september 1977 | Lahtis            | Buffalo Sabres      |
| D        | Janne Niskala     | 184   | 85   | 22 september 1981 | Västerås, Sverige | Frölunda HC         |
| D        | Joni Pitkänen     | 191   | 97   | 19 september 1983 | Uleåborg          | Carolina Hurricanes |
| D        | Sami Salo         | 191   | 93   | 2 september 1974  | Åbo               | Vancouver Canucks   |
| D        | Kimmo Timonen     | 178   | 88   | 18 mars 1975      | Kuopio            | Philadelphia Flyers |
| F        | Valtteri Filppula | 183   | 88   | 20 mars 1984      | Vanda             | Detroit Red Wings   |
| F        | Niklas Hagman     | 183   | 93   | 5 december 1979   | Helsingfors       | Toronto Maple Leafs |
| F        | Jarkko Immonen    | 183   | 95   | 19 april 1982     | Rantasalmi        | Ak Bars Kazan       |
| F        | Olli Jokinen      | 191   | 98   | 5 december 1978   | Kuopio            | Calgary Flames      |
| F        | Niko Kapanen      | 175   | 82   | 29 april 1978     | Hattula           | Ak Bars Kazan       |
| F        | Mikko Koivu       | 188   | 91   | 12 mars 1983      | Åbo               | Minnesota Wild      |
| F        | Saku Koivu        | 178   | 83   | 23 november 1974  | Åbo               | Anaheim Ducks       |
| F        | Jere Lehtinen     | 183   | 87   | 24 juni 1973      | Esbo              | Dallas Stars        |
| F        | Antti Miettinen   | 183   | 86   | 3 juli 1980       | Tavastehus        | Minnesota Wild      |
| F        | Ville Peltonen    | 178   | 83   | 24 maj 1973       | Vanda             | HK Dinamo Minsk     |
| F        | Jarkko Ruutu      | 185   | 93   | 23 augusti 1975   | Vanda             | Ottawa Senators     |
| F        | Tuomo Ruutu       | 185   | 96   | 16 februari 1983  | Vanda             | Carolina Hurricanes |
| F        | Teemu Selänne     | 183   | 93   | 3 juli 1970       | Helsingfors       | Anaheim Ducks       |

G - Målvakt; D - Back; F - Forward
Gruppspelsmatcher
| 17 februari 2010 21:00 | Finland | 21:00 | Vitryssland | Canada Hockey Place, Vancouver |

| 19 februari 2010 21:00 | Finland | 21:00 | Tyskland | Canada Hockey Place, Vancouver |

| 21 februari 2010 21:00 | Sverige | 21:00 | Finland | Canada Hockey Place, Vancouver |